# Myomyrus macrops
Myomyrus macrops är en fiskart som beskrevs av Boulenger, 1914. Myomyrus macrops ingår i släktet Myomyrus och familjen Mormyridae. IUCN kategoriserar arten globalt som livskraftig. Inga underarter finns listade i Catalogue of Life.